# Hôpital Broussais

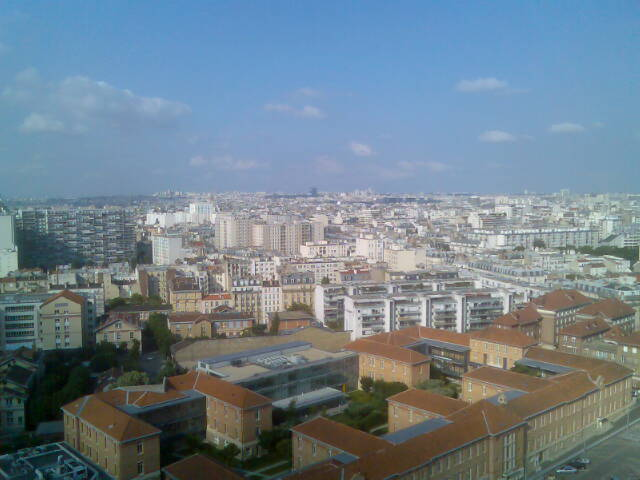
Hôpital Broussais

Das Hôpital Broussais, ehemals Hôpital des Mariniers, ist ein ehemaliges, 1883 eröffnetes Krankenhaus der Assistance publique – Hôpitaux de Paris (AP-HP) im 14. Arrondissement von Paris, dessen Dienste jedoch im Jahr 2000 in das Hôpital européen Georges-Pompidou verlegt wurden, die noch immer eine Mission der Prävention und Rehabilitation innerhalb der Krankenhausgruppe HEGP-Broussais erfüllt.